# Norwegische Meisterschaften im Biathlon 1974
Die norwegischen Meisterschaften im Biathlon 1974 fanden vom 15. bis 17. März 1974 in Vingrom in der Kommune Lillehammer statt. Ausgetragen wurden ein Einzelwettkampf über 20 Kilometer sowie ein Staffelrennen mit vier Startern pro Team, erstmals stand außerdem ein 10-Kilometer-Sprintrennen auf dem Programm.

## Männer

### Einzel (20 km)
| Platz | Starter         | Verein         | Zeit      | Treffer |
| ----- | --------------- | -------------- | --------- | ------- |
| 1     | Ole Per Strædet | HV-07          | 1:19:32 h | 20      |
| 2     | Herulf Berntsen | HV-16          | 1:20:05 h | 16      |
| 3     | Ivar Nordkild   | HV-15/Bjerkvik | 1:20:53 h | 16      |

Start: 15. März 1974

### Sprint (10 km)
| Platz | Starter       | Verein         | Zeit      | Treffer |
| ----- | ------------- | -------------- | --------- | ------- |
| 1     | Ivar Nordkild | HV-15/Bjerkvik | 42:50 min | 8       |
| 2     | Kjell Hovda   | NIH            | 43:01 min | 10      |
| 3     | Esten Gjelten | HV-05/Tolga    | 43:06 min | 9       |

Start: 16. März 1974

### Staffel (4 × 7,5 km)
| Platz | Starter                                                       | Region        | Zeit      |
| ----- | ------------------------------------------------------------- | ------------- | --------- |
| 1     | Kjell Flesaker Kåre Hovda Kjell Hovda Ragnar Tveiten          | Numedal I     | 2:00:30 h |
| 2     | Per Johan Husom Ivar Riise Ingmann Erlimo Esten Gjelten       | Nord-Østerdal | 2:05:32 h |
| 3     | Anders Besseberg Hilberg Steinsvik Odd Lunde Sigleif Johansen | Numedal II    | 2:06:12 h |

Start: 17. März 1974